# Akseli Gallen-Kallela

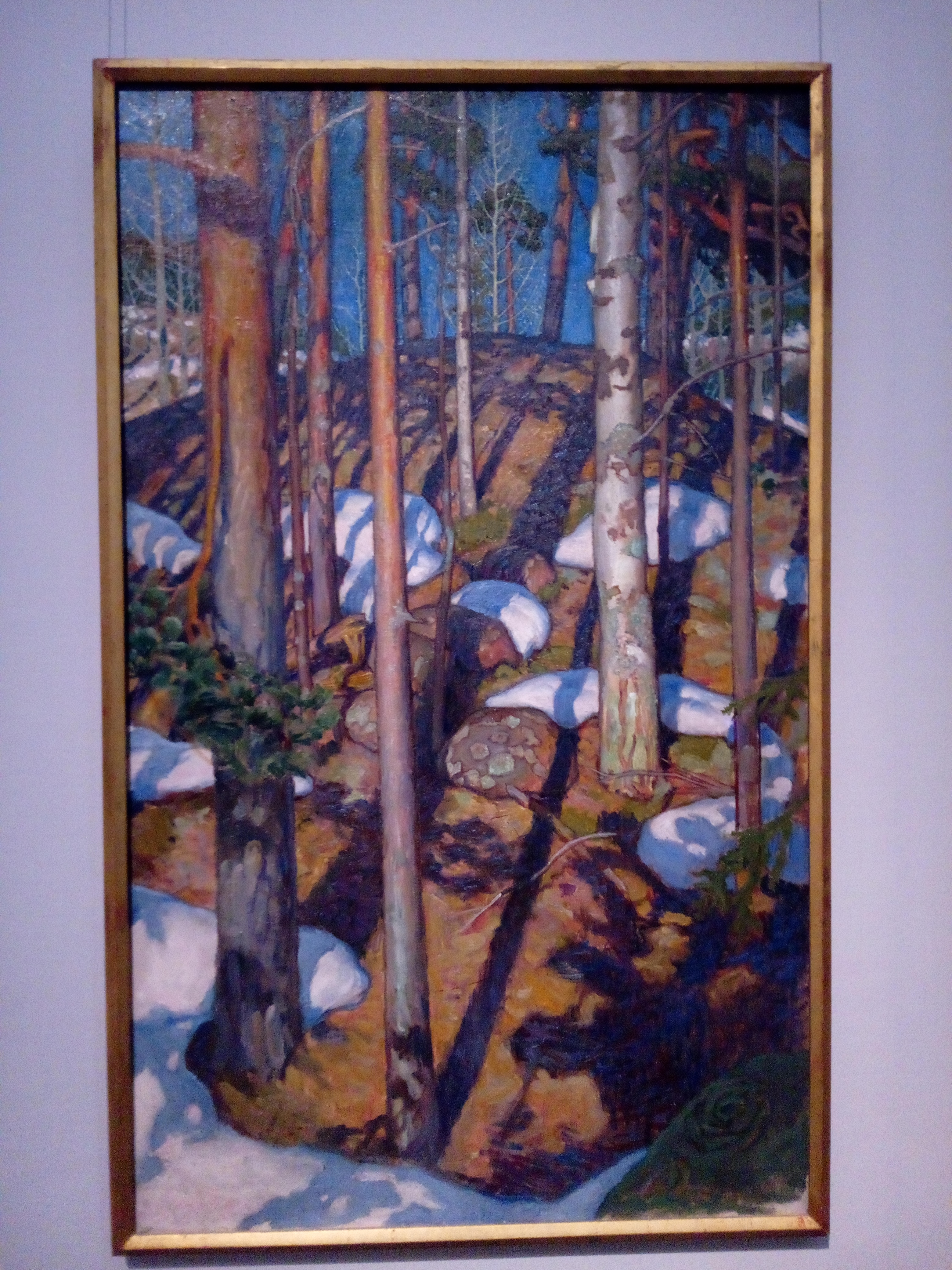
Akseli Gallen-Kallela, Wiosna w Kaleli, olej na płótnie, 1900.

Akseli Gallen-Kallela, właśc. Axel Waldemar Gallén (ur. 26 kwietnia 1865 w Pori, zm. 7 marca 1931 w Sztokholmie) – fiński malarz, twórca serii obrazów inspirowanych fińską epopeją narodową Kalevala.

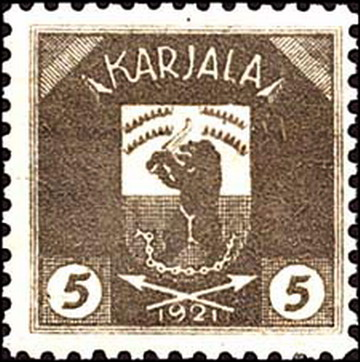
Znaczek Poczty Karelii z 1922 roku z herbem Karelii zaprojektowanym przez Akseli Gallen-Kallela

.

## Życiorys

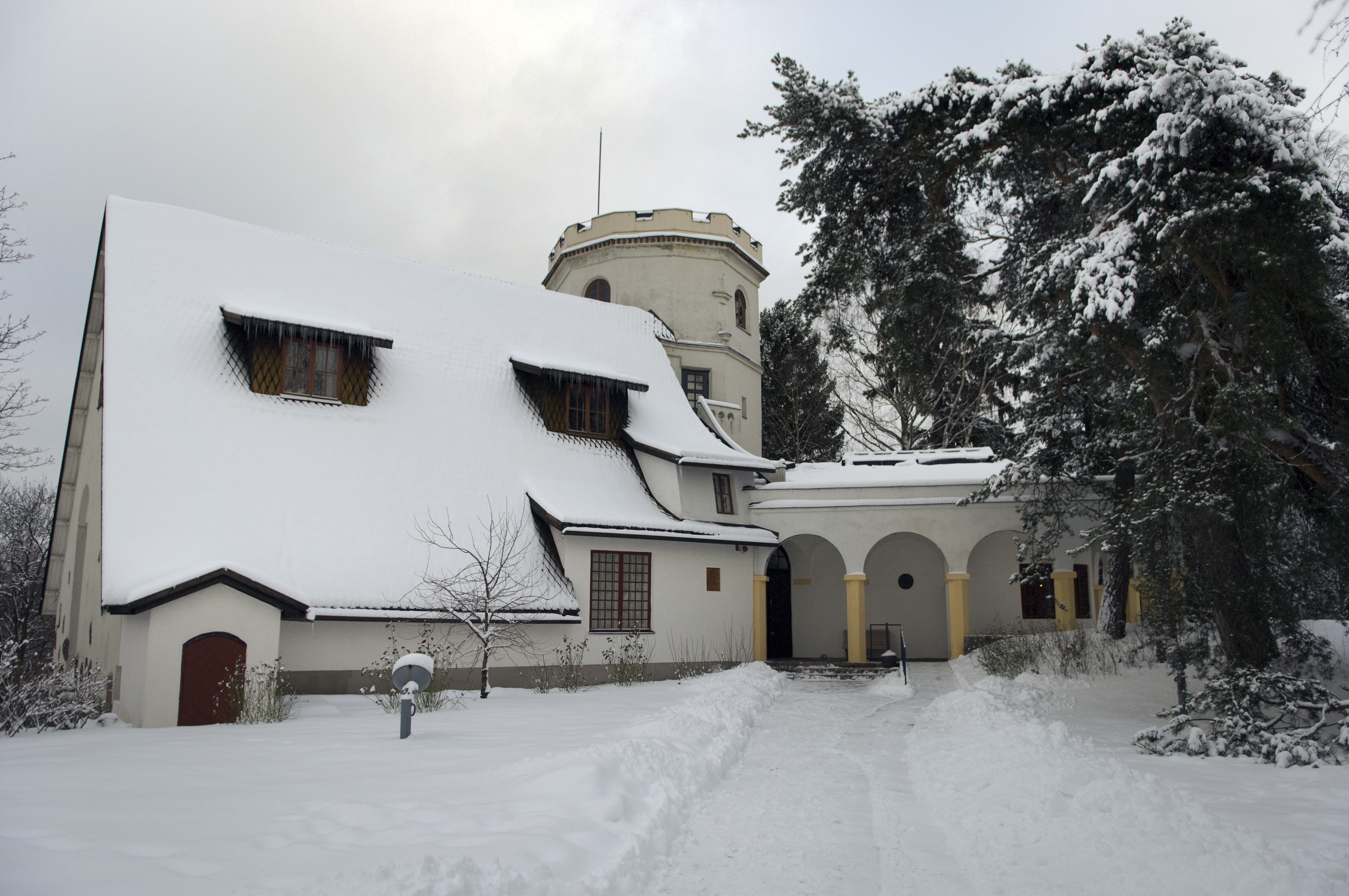
Muzeum Gallen-Kalleli w jego domu w Tarvaspää, Espoo

Urodził się w Pori (szw. Björneborg), w rodzinie szwedzkojęzycznych Finów. Jego ojciec, Peter Gallén, pracował w policji, później rozpoczął własną działalność prawniczą. Matka, Mathilda Wahlroos, córka kapitana okrętu, zachęcała syna by rozwijał swoje talenty artystyczne. W wieku 11 lat Axél Gallén został wysłany do Helsinek i rozpoczął naukę w szwedzkojęzycznej szkole. Od 1878 roku uczęszczał na dodatkowe zajęcia z rysunku organizowane przez Fińskie Towarzystwo Sztuki.
W 1884 roku przeniósł się do Paryża, gdzie rozpoczął studia w Académie Julian i nawiązał przyjaźń z fińskim malarzem Albertem Edelfeltem, norweskim malarzem Adamem Dörnbergerem i szwedzkim pisarzem Augustem Strindbergiem. W tym okresie powstały takie dzieła artysty jak: Stara kobieta i kot (1885), Demasquée (1888), W saunie (1889).
W roku 1890 Axél Gallén poślubił Mary Helenę Slöör, która urodziła dwie ich córki: Impi Marjattę i Kirsti oraz syna o imieniu Jorma. Żona malarza pozowała mu jako modelka do obrazu pt. Madonna (1891) i tryptyku Mit Aino (1891). Podczas podróży poślubnej, w czasie której odwiedził z żoną Karelię, zaczął zbierać materiały potrzebne do zilustrowania Kalevali.
Gallén wykorzystywał motywy z eposu Kalevali w wielu swoich pracach. Był to jego sposób na wyrażenie własnego patriotyzmu, związanych z tym nadziei i rozczarowań. Choć tematyka jego późnych dzieł jest silnie narodowa i patriotyczna, styl artysty rozwijał się pod wpływem nurtów międzynarodowych, szczególnie symbolizmu i francuskiego art nouveau. Tworzył też w stylu secesji.
Inspirowany architekturą karelską, Gallén zaprojektował i zlecił budowę domu w Ruovesi, niedaleko Tampere w Finlandii. Dom o nazwie Kalela pełnił także funkcję pracowni malarza i zapoczątkował w budownictwie fińskim nurt zwany architekturą narodowego romantyzmu. W Kaleli malarz stworzył swoje najsłynniejsze dzieła: Obrona Sampo (1895), Zemsta Joukahainena (1897), Bratobójstwo (1897), Matka Lemminkäina (1897), Klątwa Kullervo (1899). W roku 1913 powstała jeszcze jedna pełniąca funkcję pracowni rezydencja jego projektu – willa w Tarvaspää w Espoo.
W czasie pobytu w Ruovesi artysta zaczął posługiwać się fińską wersją swojego nazwiska, oficjalnie zmienił je na Akseli Gallen-Kallela w 1907 roku.
W roku 1900 Gallen-Kallela wykonał freski dla fińskiego pawilonu na Wystawie Światowej w Paryżu. Udział w Wystawie Finowie uczynili manifestacją swojej odrębności narodowej i sam Gallen-Kallela również zawarł w swoich freskach polityczne aluzje. Żmijom we fragmencie pt. Ilmarinen orze pole żmij malarz nadał kolory odpowiadające rosyjskim barwom narodowym. W Kalevali bohaterowi Ilmarinenowi udaje się zaorać pole i z powodzeniem wykonać inne karkołomne zadania. W 1928 roku Gallen-Kallela z pomocą syna ponownie wykonał te same freski w gmachu Muzeum Narodowego.
Techniką fresku Gallen-Kallela zdobił od 1901 do 1903 roku mauzoleum Sigrida Juséliusa w Pori. Prace te zniszczył pożar w 1931 roku, jednak część malowideł zrekonstruował syn Gallen-Kalleli na podstawie szkiców.
W roku 1909 Gallen-Kallela wraz z rodziną wyjechał do Afryki, gdzie spędził dwa lata. W 1923 odwiedził Stany Zjednoczone, w 1924 roku Meksyk. Do Finlandii powrócił w 1926 roku. Wykonał kilka fresków na zamówienie Muzeum Narodowego oraz banku Kansallis-Osake-Pankki, nie przestawał też szkicować. Pracował nad serią ilustracji do Wielkiej Kalevali.
Akseli Gallen-Kallela zmarł 7 marca 1931 roku w Sztokholmie, w drodze powrotnej z Danii do Finlandii, na zapalenie płuc.